# Anisoperas pulverea
Anisoperas pulverea är en fjärilsart som beskrevs av Paul Dognin 1913. Anisoperas pulverea ingår i släktet Anisoperas och familjen mätare. Inga underarter finns listade i Catalogue of Life.